# گروه ماتیس
گروه ماتیس (انگلیسی: MATIS Group) شرکت مهندسی فرانسوی است، که در سال ۱۹۹۴ تأسیس شد.